# NAIADES II
NAIADES ist ein Aktionsprogramm der Europäischen Kommission zur Förderung der europäischen Binnenschifffahrt. Im neuen Programm „NAIADES II – Mehr Qualität in der Binnenschifffahrt“ werden weitere Initiativen ergriffen, um diesen Verkehrsträger weiterzuentwickeln.

## Förderprogramm der Binnenschifffahrt NAIADES II
Das auf sieben Jahre ausgelegte Förderprogramm der Binnenschifffahrt umfasst die Infrastruktur, Umweltverträglichkeit, Intermodalität und Personalentwicklung. Die Europäische Kommission betont, dass die Beförderung von Stück- und Massengütern auf den Binnenwasserstraßen erheblich ausgebaut werden muss, um die stark in Anspruch genommenen Straßen und Schienen zu entlasten. Damit lässt sich ein klimafreundlicher, energieeffizienter und nachhaltiger Transport auf Europas Binnenwasserstraßen ermöglichen.

## Umweltqualität durch geringere Emissionen
Bezüglich der Schiffstechnik sollen Innovationen zugunsten alternativer Kraftstoffe und Energien und besonders der Einsatz von Flüssigerdgas (LNG) gefördert werden. Damit soll die Binnenschifffahrt den Vorteil in der Nachhaltigkeit im Wettbewerb mit den anderen Verkehrsträgern erhöhen. Weitere Aufgaben sind der Ausbau der Bunkermöglichkeiten von Flüssigerdgas und Optimierung der Systeme zur Abgasnachbehandlung. Auch das Netz der Abfallannahmestellen wird so ausgebaut, dass die Abgabe von Abfällen in der Binnenschifffahrt alltägliche Praxis wird.

## Integration der Binnenschifffahrt in die multimodale Logistikkette
Bezüglich der Infrastruktur ist der Ausbau des TEN-V-Netzes ein wichtiges Ziel. Außerdem soll die Binnenschifffahrt einen stärkeren Platz in den Logistikketten im Seehafenhinterlandverkehr sowie interkontinentalen Verkehr einnehmen. Zur besseren Übersicht und Analyse wird eine Beobachtungsstelle für die Binnenschifffahrt in Europa eingerichtet.

## Ausbildung und Intermodalität und Personalentwicklung
„Qualifizierte Arbeitskräfte und hochwertige Arbeitsplätze“ ist ein weiterer Schlüsselbereich des Vorhabens. Daher ist es entscheidend, die Berufsqualifikation europaweit zu modernisieren und zu harmonisieren. Nur wenn qualifizierte Arbeitskräfte zur Verfügung stehen, lässt sich in der EU eine nachhaltige emissionsarme Binnenschifffahrt durchführen.